# Сколково (бизнес-школа)
Моско́вская шко́ла управле́ния «Ско́лково» — частная бизнес-школа в России.
Основана в 2006 году как совместный проект представителями российского и международного бизнеса. Партнёрами-учредителями бизнес-школы являются частные лица, а также российские и международные компании. В июне 2019 года школа получила международную аккредитацию EQUIS EFMD.
С 23 марта 2022 года ректором МШУ Сколково является Александр Ким, ранее занимавший должность проректора по финансам и развитию бизнеса.
Школа входит в топ-50 рейтинга в издательстве Financial Times (Британия) по корпоративным и открытым программам бизнес-образования. Школа также входит в рейтинг Financial Times по EMBA-программам, занимая в нём 58-е место и девятое место в мире по величине дохода выпускников.
Школа управления «Сколково» имеет международную аккредитацию EQUIS EFMD. Школа также является участником ассоциации Global Network for Advanced Management (GNAM) и членом международной сети Global Business School Network (GBSN).

## История
В начале 2000-х годов топ-менеджеры компаний Sun Group и McKinsey обратились к председателю совета директоров «Тройка диалог» Рубену Варданяну и главе МЭРТ Герману Грефу с идеей о создании в России бизнес-школы. Идея была принята, но проект не был реализован из-за отсутствия инвестиций.
В 2006 году группа бизнесменов во главе с Рубеном Варданяном предоставила на реализацию проекта $120 млн. (по 10 млн. с участника). Земельный участок площади 25 гектар был предоставлен Романом Абрамовичем. В этом же году в компании McKinsey разработали первую стратегию для бизнес-школы.
В сентябре 2006 года состоялась церемония закладки первого камня кампуса школы с участием президента России Владимира Путина, партнёров-учредителей и автора кампуса — архитектора Дэвида Аджайе. В 2007 году на первую встречу собрался международный попечительский совет школы под председательством Дмитрия Медведева, среди участников был министр-наставник Сингапура Ли Куан Ю.
В конце октября 2008 года был получен кредит в Сбербанке на 245 млн долларов.
В 2010 году бизнес-школа вошла в состав международных, стала одним из членов организаций EFMD (Европейский фонд развития менеджмента — международная ассоциация по европейской аккредитации бизнес-школ) и UNICON (Consortium For University-Based Executive Education — глобальный консорциум организаций в сфере образования на базе бизнес-школ).
В 2014 году состоялся первый ежегодный конвент выпускников. А программа обучения «Сколково» МВА заняла первое место в России среди программ МВА по версии журнала «Секрет фирмы».
В 2016 году руководство школы подписало трёхлетнее соглашение о сотрудничестве с руководством школы бизнеса и менеджмента Гонконгского университета науки и технологии (HKUST). Сотрудничество предполагает совместную разработку образовательных программ, контроль качества академических процессов, международных исследований, а также обмен преподавателями и студентами. Также в этом же году была запущена грантовая программа «Сколково» МВА, запущен центр развития здравоохранения.
В 2017 году школа вместе с благотворительным фондом Владимира Потанина вышла в финал конкурса EFMD Excellence in Practice в категории «Развитие инфраструктуры».
Весной 2018 года бизнес-кейс «Моногорода — долгий путь трансформации» стал победителем конкурса бизнес-кейсов 2018 EFMD Excellence in Practice в специальной категории «Развитие инфраструктуры». Школа «Сколково» стала первой российской бизнес-школой, получившей медаль EFMD Exellence in Practice.
Осенью 2018 года в бизнес-школе запустили две образовательные программы, подготовленные совместно с другими бизнес-школами: EMBA for EURASIA совместно с бизнес-школой HKUST (Гонконг) и LIFT (Leadership identity foundation and transformation) вместе с IMD (Швейцария).
В мае 2020 года Московская школа управления «Сколково» впервые вошла в мировой рейтинг газеты Financial Times и заняла 44 место среди корпоративных программ (из 85 представленных школ) и 46 место в общем рейтинге корпоративных и открытых программ. Школа «Сколково» стала единственной бизнес-школой в Восточной Европе, оказавшейся в топ-50 рейтинга FT по корпоративным программам.

## Образование
В 2006 году в школе запустили первые корпоративные образовательные программы. В 2007 году появились открытые программы, в 2009 году — программы MBA и EMBA. С 2012 года началось обучение в «Стартап академии», а в 2013 году стартовала программа «Сколково практикум» для собственников среднего и малого бизнеса.
В 2021 году руководство школы «Сколково» предложило образовательные программы по нескольким направлениям:
- международные стандарты MBA и Masters,
- программы для малого и среднего бизнеса,
- программы для старта карьеры,
- открытые программы,
- онлайн-образование,
- корпоративные программы,
- государственные программы.

Всего от «Сколково» предлагают обучение по более чем 130 программам 20 типов. Большинство обучающих программ школы основаны на принципе learning by doing. Около половины студентов программ MBA и EMBA составляют предприниматели.
Всего за время существования школы в ней училось около 40 тысяч студентов, около половины из которых закончили корпоративные программы, а около 3,5 тысяч получили дипломы MBA, EMBA, HKUST-SKOLKOVO EMBA for Eurasia или стали выпускниками предпринимательских программ.

## Партнёрства
Руководители школы запустили совместные образовательные программы с несколькими мировыми бизнес-школами: HKUST, IMD и ESMT. Совместную программу HKUST — Executive MBA for Eurasia с двойным дипломом запустили в ноябре 2018 года. Совместно с представителями IMD разработали и запустили программу LIFT (leadership, identity, foundation, and transformation) в ноябре 2018 года, академическим директором программы является Андрей Шаронов.
Московская школа управления «Сколково» является членом нескольких организаций, развивающих бизнес-образование, — Европейского фонда развития менеджмента (EFMD) и UniCon, а также участником Американской торговой палаты, Российского-Американского делового совета и ассоциации европейского бизнеса.

## Институты и исследовательские центры
Исследовательская деятельность началась в 2008 году. На конец 2021 года в школе работало около 15 институтов и исследовательских центров. Они ведут прикладные исследования и реализуют консалтинговые проекты, разрабатывают новые образовательные программы. Исследования направлены на решение актуальных бизнес-проблем, на изучение международной практики и прикладных знаний для бизнеса.
- Институт исследований развивающихся рынков
- Центр executive-коучинга, развития и карьеры
- Центр энергетики
- Центр трансформации образования
- Центр управления благосостоянием и филантропии
- Центр развития здравоохранения
- Центр цифровой трансформации
- Центр исследования финансовых технологий и цифровой экономики Сколково-РЭШ
- Центр развития потребительского рынка
- Центр переговоров и сетевых организаций
- Институт общественных стратегий[30]
- Центр управления на основе данных[31]
- Центр устойчивого развития[32]
- Китайско-российский центр евразийских исследований[33]

## Кампус школы

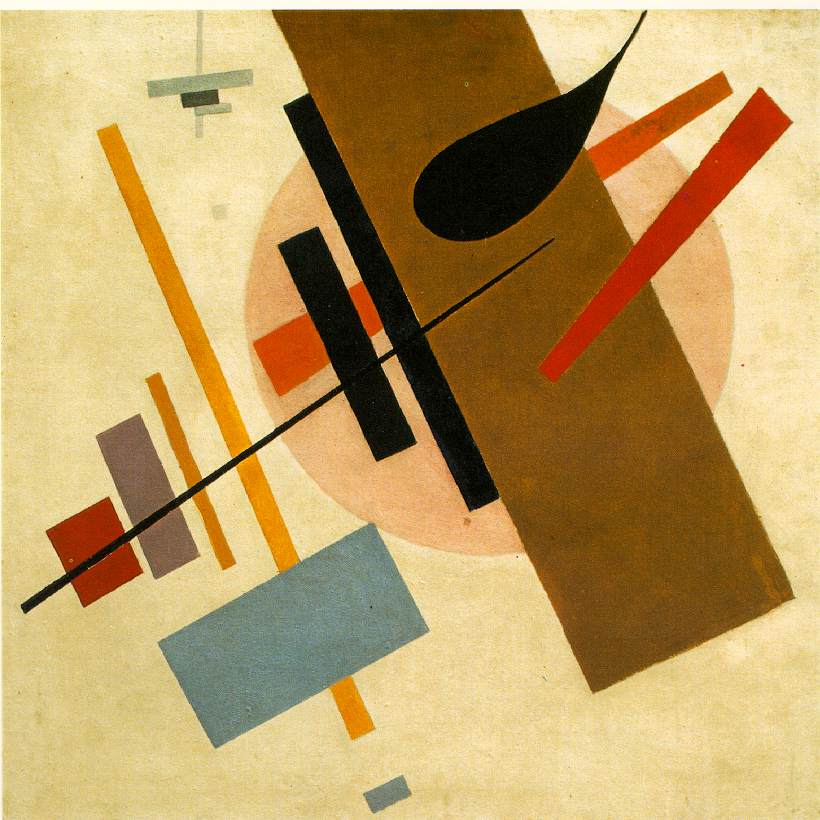
Казимир Малевич, «Супрематизм»

Кампус школы «Сколково» находится на территории подмосковного Одинцовского городского округа, на первом километре Сколковского шоссе.
Концепция и дизайн кампуса были разработаны британским архитектором Дэвидом Аджайе, на основе работы художника Казимира Малевича «Супрематизм». Из-за российского климата Аджайе не стал создавать традиционный кампус, а создал фактически небольшой крытый город с аудиториями, медиа-центрами, кафе, улицами, площадями. Они расположены внутри диска-основания, на крыше которого находятся административные и гостиничные блоки, а также спорткомплекс и спа-салон. Территория внутри диска разделена на семь кластеров, каждый из которых носит название части света или страны.
В Британском издательстве The calvert journal включили кампус школы в список лучших российских зданий за последнее десятилетие.

## Критика в адрес школы
В октябре 2008 года школе «Сколково» перечислили от Сбербанка кредит в размере 245 млн долларов США под залог школьной земли и акций «Тройка диалог». В статье на сайте E-xecutive.ru поставили под сомнение рыночность условий, на которых было получено финансирование.